# Умзиньятхи
Умзиньятхи (зулу Umzinyathi) — район провинции Квазулу-Натал (ЮАР). Название района происходит от зулусского названия протекающей здесь реки Буффало. Административный центр — Данди. По данным переписи 2001 года большинство населения района говорит на языке зулу.

## Административное деление
В состав района Умзиньятхи входят четыре местных муниципалитета:
- Мсинга (местный муниципалитет)
- Нкуту (местный муниципалитет)
- Умвоти (местный муниципалитет)
- Эндумени (местный муниципалитет)